# Jerzy Skotarek
Jerzy Skotarek – polski dyplomata, doktor nauk.

## Życiorys
Jerzy Skotarek pochodzi z Krotoszyna, gdzie w 1958 ukończył tamtejsze Liceum Pedagogiczne. Był działaczem sportowym. Etatowy pracownik Ministerstwa Spraw Zagranicznych. Od 1996 do 2000 był konsulem generalnym w Petersburgu. 31 maja 2000 został zatrzymany na granicy rosyjsko-białoruskiej, ponieważ w samochodzie, którym jechał, przewożono bez zgody dzieła sztuki. Następnie kierował Wydziałem Konsularnym Ambasady w Rzymie.